# Orba Co
Orba Co, Wo Erba o Wo Erbacuo (xinès: 窝尔巴错; pinyin: Wōěrbā cuò; tibetà: འོར་པ་མཚོ; Wylie: 'or pa mtsho), és un llac que es troba a uns 1.100 quilòmetres al nord-oest de Lhasa i al xian de Rutog, a la prefectura de Ngari, al nord-oest de la Regió Autònoma del Tibet, actualment sota administració xinesa. Es troba a una altitud de 5.209 metres, al sud-est del llac Longmu. La zona al voltant d'Orba Co és àrida amb poca o cap vegetació i la superfície és de 92 quilòmetres quadrats. Les illes del seu interior són les més altes de la Terra.